# José Rafael Guzmán
Jóse Rafael Guzmán González (Caracas, Venezuela, 17 de marzo de 1982) es un comediante, odontólogo y locutor venezolano.

## Biografía
Nació en Caracas. Tiene un hermano mayor llamado Rafael. Su padre laboró como gerente en el Banco Mercantil y su madre como secretaría en el Instituto Nacional de Tránsito Terrestre. Estudió primaria y secundaria en el Colegio Claret, ubicado en el municipio El Hatillo, Caracas.
Allí perteneció a la banda de guerra. Su madre falleció en 2003.  En muchas ocasiones, José ha expresado el aprecio que le tiene a su abuela Ligia Saldívia, a quien presentó en un especial de Chataing TV, y quien además se formó su propia carrera como imagen del Festival Ni Tan Nuevas Bandas, y de la marca de toallas sanitarias La Milagrosa.
José se inscribió en los bomberos voluntarios de la Universidad Simón Bolívar. Paralelamente participaba en las noches de micrófono abierto (Stand Up Comedy) que organizaba el comediante George Harris. Se graduó en la carrera de odontología en la Universidad Central de Venezuela. Luego de graduarse, ejerció en Salud Chacao y en el Servicio de cirugía bucal en el Hospital Ortopédico Infantil. Fue seleccionado para el postgrado de cirugía bucal de la Universidad Central de Venezuela y para el de cirugía maxilofacial de la Universidad de Sevilla, España. A ninguno se presentó. En ese momento, George Harris estaba montando una obra con el Profesor Briceño y Led Varela, y debido a que Harris tenía que salir del país por razones personales, José tomó su lugar.

## Carrera
De esta manera, Guzmán participó en Mi País tu país junto a Led Varela, el Profesor Briceño y George Harris. Participó también el show de stand-up de Canal I. Guzmán se volvió colaborado en las páginas de comedia El Mostacho y El Chigüire Bipolar. Tuvo un programa en la emisora venezolana La Mega 107.3 FM llamado Triángulo junto a Led Varela y Mahelin Rondón. Asimismo, hizo apariciones como panelista invitado en el programa Erika Tipo 11 de Erika De La Vega.
En 2012 es contactado por Luis Chataing para formar parte del programa Chataing TV, que debutó el 9 de abril de ese mismo año en el horario de las 12:00am (00:00hs), donde se desempeñó como reportero junto a Jean Mary Currò, Alex Gonçalves, Manuel Silva y Led Varela. Paralelamente, fue colaborador en el programa de radio Apaga la tele de su compañero Alex Gonçalves y de Verónica Gómez. 
Luego de dos años de Mi País tu país, se embarga en otro nuevo stand-up junto a Led Varela y El Profesor Briceño llamado Los Hijos del Ocio, donde se incorporan nuevas rutinas y se hablan de temas delicados sin censura. En 2014, el conocido programa Chataing TV sale del aire por presiones, por dicha razón, el equipo del programa se embarca en una gira nacional presentado la obra Fuera del aire, donde con doce funciones y 18.000 espectadores, los humoristas cuentan con detalles su salida del aire y adaptan el formato televisivo al teatro. Ese mismo año, pasa a ser locutor del programa de radio más escuchado en Venezuela De Nuevo En La Mañana donde compartía con Luis Chataing, Jean Mary Currò y Miguel Arias. 
Luego de varios stand-up grupales exitosos, decide emprender un nuevo reto, su primera pieza titulada No Quiero Show, donde despeja toda la censura impuesta y habla de temas tabús como la homosexualidad, el abuso animal y la búsqueda incesante de la felicidad humana. Además revela muchas cosas que nadie sabía acerca de los chinos.
En 2015, Guzmán pasa al horario central de la radio, de 5:00 p. m. a 8:00 p. m., donde labora en el programa "Calma Pueblo" con Manuel Silva y Verónica Gómez. En 2016, José Rafael se ve obligado a pararse temprano nuevamente, tras el cambio de horario que sufre el programa de radio Calma Pueblo al sustituir a De Nuevo En La Mañana, transmitiéndose ahora de 6:00 a. m. a 9:00 a. m. 
En enero de 2019, Guzmán creó un sub-documental de su serie de YouTube "Calle, Comida y Comedia" a la cual bautizó "Caminantes", dicha serie muestra la travesía de los inmigrantes venezolanos, al salir desde Venezuela hasta Bogotá con muy pocos ingresos, por la que se suele pasar para llegar a otro país con intenciones de crear una nueva vida. 
En marzo de 2019, la Ley contra el Odio fue aplicada contra José Rafael y una orden de captura fue emitida en su contra.[cita requerida]En agosto de 2019, Guzmán pasó dos meses en un centro de reclusión en el Condado de Hudspeth, Texas acusado de posesión de marihuana, pero tras un par de meses fue absuelto de todos los cargos.

## Filmografía

### Películas
| Películas | Películas                       | Películas | Películas                     |
| Año       | Película                        | Personaje | Director                      |
| --------- | ------------------------------- | --------- | ----------------------------- |
| 2014      | Fuera del Aire (película)       | Él mismo  | Héctor Palma y Antonio Martín |
| 2019      | Caminantes (Walkers) (película) | Él mismo  | José Rafael Guzmán            |

### Radio
| Radio       | Radio                 | Radio          | Radio |
| Año         | Programa              | Estación       |       |
| ----------- | --------------------- | -------------- | ----- |
| 2010        | Triángulo             | LaMega 107.3fm |       |
| 2013        | Apaga la tele         | LaMega 107.3fm |       |
| 2014        | De Nuevo en la Mañana | LaMega 107.3fm |       |
| 2015 - 2017 | Calma Pueblo          | LaMega 107.3fm |       |

### Televisión
| 2015 - 2017 | Calma Pueblo TV        |
| 2012-2014   | Chataing TV            |
| 2013        | Stand-up Sin Fronteras |

### Contenido web
| 2018-2019 | Comida, Calle y Comedia        |
| 2022      | La Cárcel No Da Risa (podcast) |

### Documentales
| 2019 | Caminantes |